# 성종 (고려)
성종(成宗, 961년 1월 15일 (960년 음력 12월 26일) ~ 997년 11월 29일(음력 10월 27일))은 고려의 제6대 국왕(재위: 981년 ~ 997년)이다. 경종 사후 어린 조카 송을 대신하여 왕위를 계승하였다. 재위 중 국자감을 정비하여 관학을 발전시키고 새로운 인재를 양성했고, 지방에는 경학박사와 의학박사를 파견하고 향학을 설치하여 유학교육을 실시하였다. 유교적 정책을 추진하였으며, 거란족의 거듭된 침입이 있자 장군 서희를 파견하여 담판을 짓고, 이후 거란족의 침입이 재개되자 격퇴케 하였다.
휘는 치(治), 자는 온고(溫古), 묘호는 성종(成宗)이다. 시호는 강위장헌광효헌명양정문의대왕(康威章憲廣孝獻明襄定文懿大王)이고 능호는 강릉(康陵)이다. 태조의 손자이고, 대종과 선의태후 유씨의 아들이다. 본래의 작위는 개령군(開寧君)이었다.

## 생애

### 생애 초기
성종은 960년 태조 왕건의 아들 대종과 선의태후 유씨(柳氏)의 차남으로 태어났다. 이름은 치(治)이다. 969년 아버지 대종을 여의고 개령군(開寧君)을 세습하였으며 어머니 선의왕후마저 여의게 되자 성종과 형제들은 할머니인 신정왕후의 손에 길러졌다.
981년(경종 6년) 경종이 위독하자 내선(內禪)으로 왕위에 올랐다. 본래 전왕이자 사촌형인 경종은 성종의 여동생인 헌애왕후와의 사이에서 이미 2살 된 아들 왕송(王訟, 목종)이 있었으나, 너무 어려 국사를 맡을 수가 없었기에 대신 왕위에 오른 것이다. 성종은 조카 목종을 개령군(開寧君)으로 임명하고 친자식처럼 길렀다.

### 즉위

#### 즉위 초반
즉위 직후 충과 효로서 다스리겠다며 유교적 통치를 선언하였고, 아버지 왕욱을 대종 선경대왕으로 추존하고, 모후를 선의왕후로 추존한 뒤 종묘에 합사하였다. 이후 태조의 기일 전후 5일, 아버지 대종과 어머니 선의왕후의 기일 전후로 3일간 육식과 음주를 하지 않고, 도살장에서의 도살을 금하고 경건하게 보냈다. 호족들 중에는 불교 정책에 반하는 점과 그가 대종의 아들이 아니라 광종의 사위 자격으로 왕위를 계승하였음을 주장하며 반발하는 이들도 있었다.

#### 체제 정비와 외교 활동
982년(성종 1년) 경관(京官) 5품 이상으로 하여금 봉사(封事)를 올리도록 하여 정치의 득실을 논하게 했다. 이에 참여한 최승로 등 유학자의 자문·건의로 신정(新政)을 단행하고, 국자감에서의 유학 교육을 강화하였다. 또한 고려 초창기의 제반 문물제도를 정비하여 국가의 기반을 튼튼히 했으며, 자신의 신념에 따라 유교를 국가의 지도원리로 삼고 중앙 집권적인 봉건 제도를 확립하였다. 그해에 행정 개혁을 단행하여 백관(百官)의 칭호를 개정하였고, 983년(성종 2년) 2성(省)·6관을 두었으며, 서무를 분장(分掌)한 7시(寺)를 설치하는 등 중앙 관제를 제정하였다.
또 언론(言論)을 맡은 사헌부(司憲府), 군국(軍國)의 기밀기관인 중추원(中樞院) 등을 두었다. 한편 행정 개혁의 일환으로 지방에는 처음에 12목(牧)을 설치하였다. 팔관회, 연등회를 폐지하고 교서를 도입했다.사실 교서가 제후국 용어라고 알고있지만 동국이상국집에서 조서,칙서와같이 나오는 것과. 보한집에서 진나라의 제도라고 써져있다고 생각하면 14세기 이전까지 천자국 용어였다.천자가 천제를 지내는 원구단(환구단)을 설치]하여 국가의 안정과 체제정비에 힘쓴 실리적인 군주라는 평가가 있다.
광종, 성종의 노력으로 문치주의 전통이 수립되었고 개인의 능력이 중시되는 개방적인 사회로 나아갔다.

#### 헌애왕후, 헌정왕후의 사건
성종의 두 누이인 헌애왕후와 헌정왕후, 고종 사촌인 헌숙왕후는 호족을 견제하려던 백부 광종의 근친혼 정책에 따라 광종의 태자 경종의 왕비가 되었다. 그러나 경종은 헌애왕후와의 사이에서 아들 개령군 송을 낳았고, 헌정왕후와의 사이에는 소생 자녀 없이 사망하였다. 경종이 죽자 헌애왕후는 궁궐에서 살았고, 헌정왕후는 왕륜사(王輪寺) 남쪽에 있는 사저로 나가 살았다.
그러나 헌정왕후는 이웃에 살던 이복 숙부 안종(왕욱)과 정을 통하였고, 이 사실을 말할 수 없었던 왕욱의 집 가노는 집에 방화를 하여 왕과 대신들이 오게 한다. 이때 임신 사실이 성종에게 발각되자 성종은 안종을 사수현(현재 사천시)으로 유배보내고 그녀는 안종의 유배 가는 길을 배웅하다가 돌아오는 길에 산통을 느껴 아들인 대량원군을 낳다가 산고로 죽었다. 그러나 다른 설에 의하면 수태 중 왕욱의 사저에 있다가 발각되어, 부끄러워 울며 도망가다가 출산하고 죽었다고 한다.
고려사 후비열전과 고려사절요에 의하면 출산 직전 그녀는 이웃에 살던 왕욱의 사저에 있었다고 한다.
성종 11년(992년) 7월에 후(后)가 안종(安宗)의 집에서 자는데 가인(家人)이 섶을 뜰에 쌓고 불을 질렀다. 불이 바야흐로 크게 붙으매 백관(百官)이 달려가 구하고 성종(成宗)도 역시 빨리 가서 위문하니 가인(家人)이 드디어 사실을 고(告)하는지라 이에 안종(安宗)을 유배하였다. 후(后)가 부끄러워 울며 곧 집으로 돌아오다가 겨우 문(門)에 이르러 태동(胎動)이 있어 문 앞에 있는 버드나무가지를 부여잡고 아들을 낳고(免身)는 죽었다.

성종은 왕욱을 불러 질책한 뒤 사수현으로 귀양보낸다. 아이는 성종에 의해 양육되었고, 성종이 명(命)하여 보모(保姆)를 택하여 그 아이를 돌보게 하였다.
한편 헌애왕후 역시 김치양과 간통하다가 발각되었다. 경종이 죽은 후 외가의 친척으로 일찍이 출가하여 승려가 된 김치양을 만나 자주 교류하다가 사통하게 되었다. 이것이 공공연히 알려져 궁궐에 분란을 일으켰다. 성종은 김치양을 처형하려 했으나 헌애왕후의 부탁으로 귀양보내는 것으로 사건을 마무리지었다. 그러나 이 두 사건으로 왕실의 권위는 대대적으로 실추되었다.

#### 거란의 침입
993년(성종 12년) 거란이 세운 요나라의 대군이 고려로 침략하자 친히 안북부(안주)까지 나아갔다. 이후 서희를 적진에 보내 외교담판으로 요나라의 군대를 물러가게 하였다. 또한 여진족이 차지하고 있던 압록강 동쪽 땅에 강동 6주를 설치하여 영토를 넓혔다.
995년(성종 14년) 잠시 중단된 개혁을 재개하여, 6관(官)을 상서 6부(尙書六部)로 하는 등 관제를 개편하였으며, 지방 행정 구역을 10도(道)·12주(州)로 나누어 다스렸고, 지방의 중소 호족을 향리로 편입하여 통제하였다. 백부 광종의 정책을 이어받아 과거제도를 강화, 장려하였고, 숭불(崇佛)의 폐단을 고려하여 팔관회 등 불교 행사를 금하고 유교주의를 채택하여 서울과 지방에 학교를 세우고 학문과 농업을 장려하였다.
밖으로는 993년 거란의 침입을 계기로 송나라와의 관계를 택하고 송나라와 외교관계를 수립하고, 동북·서북 지방에 특히 유의했다.

### 생애 후반
불교 중심 사회에서 유교 중심 사회로의 전환을 꾀하였다. 건국 이후의 고려는 외왕내제를 지향하였으나 그는 송나라와의 외교 정책과 동시에 송나라를 종주국으로 하는 사대외교 정책을 추진하여 호족, 귀족들의 반발을 초래하였다. 특이하게도 조선 성종과 사망한 나이도 같을 뿐더러 , 두 왕 모두 업적이 크다.
아들을 얻으려 노력하였으나 실패하였다. 997년 음력 10월에 병이 위독하여 조카인 개령군 왕송(목종)에게 왕위를 물려주었다. 능은 개성의 강릉(康陵)이다.

## 현종과의 관계
자신의 외조카(헌정왕후의 아들)이자 사촌 동생(왕욱의 아들)인 현종을 자신의 친자와 같이 양육하였다. 그 중 성종의 둘째부인 문화왕후 김씨의 딸은 후일 현종의 1비 원정왕후가 되었고, 셋째부인 연창궁부인 최씨의 딸은 현종의 2비 원화왕후가 되었다. 따라서 현종은 성종의 양자 내지는 사위 자격으로 왕위를 계승했다고 보는 시각도 있다.

## 가족 관계
| 961년 1월 15일 (960년 음력 12월 26일) 고려 개경 | 997년 11월 29일 (음력 10월 27일) (36세) 고려 개경 내천왕사 |

|    |                             | 생몰년       | 부모                                      | 비고      |
| -- | --------------------------- | ------------ | ----------------------------------------- | --------- |
| 부 | 대종 戴宗                   | 미상 - 969년 | 태조 太祖 신정왕후 황보씨 神靜王后 皇甫氏 | 추존 국왕 |
| 모 | 선의왕후 유씨 宣義王后 柳氏 | 미상         | 태조 太祖 정덕왕후 유씨 貞德王后 柳氏     |           |

| 시호 | 시호                            | 본관 | 생몰년 | 부모                                              | 비고                            |
| ---- | ------------------------------- | ---- | ------ | ------------------------------------------------- | ------------------------------- |
| 왕후 | 문덕왕후 유씨 文德王后 劉氏     | 충주 | 미상   | 광종 光宗 대목왕후 황보씨 大穆王后 皇甫氏         |                                 |
| 왕후 | 문화왕후 김씨 文和王后 金氏     | 선산 | 미상   | 김원숭 金元崇 화의군대부인 왕씨 和義郡大夫人 王氏 | 현종 20년(1029년) 왕태후로 책봉 |
| 후궁 | 연창궁부인 최씨 延昌宮夫人 崔氏 | 경주 | 미상   | 최행언 崔行言 풍산군대부인 김씨 豊山郡大夫人 金氏 |                                 |

|   |                   | 생몰년        | 생모            | 배우자    | 비고              |
| - | ----------------- | ------------- | --------------- | --------- | ----------------- |
| 1 | 원정왕후 元貞王后 | 미상 - 1018년 | 문화왕후 김씨   | 현종 顯宗 | 현덕왕후 玄德王后 |
| 2 | 원화왕후 元和王后 | 미상          | 연창궁부인 최씨 | 현종 顯宗 |                   |

## 성종이 등장하는 작품

### 드라마
- 《천추태후》(KBS, 2009년, 배우:김명수, 최우혁)

## 같이 보기
- 헌애왕후
- 헌정왕후
- 서희
- 강감찬
- 귀주 대첩
- 외왕내제